# XBP1
XBP1 (de l'anglès X-box binding protein 1, proteïna d'unió a la caixa X 1), també coneguda com a XBP2 i TREB5, és una proteïna que en humans és codificada pel gen XBP1. El gen XBP1 es troba al cromosoma 22, i se n'ha identificat un pseudogen íntimament relacionat al cromosoma 5. La proteïna XBP1 és un factor de transcripció que regula l'expressió de gens importants per al correcte funcionament del sistema immunitari i en la resposta a l'estrès cel·lular.

## Descobriment
XBP-1 és un factor de transcripció que conté un domini bZIP. A l'inici es va identificar per la seva capacitat d'unió a la caixa X, un element transcripcional del promotor de l'antigen leucocitari humà DR alfa.

## Funció

### Regulació gènica de l'MHC de classe II
L'expressió de la proteïna és necessària per a la transcripció d'un subconjunt de gens del complex major d'histocompatibilitat de classe II. A més a més, XBP1 heterodimeritza amb altres factors de transcripció amb domini bZIP com ara c-fos.
L'expressió de XBP-1 està controlada per la citocina IL-4 i l'anticòs IGHM. Al seu torn, XBP1 controla l'expressió de l'IL-6, que promou el creixement de plasmòcits, i d'immunoglobulines en limfòcits B.

### Diferenciació de plasmòcits
XBP-1 també és essencial per a la diferenciació de plasmòcits (un tipus de cèl·lula immunitària secretora d'anticossos). Aquesta diferenciació requereix no només l'expressió de XBP-1 sinó l'expressió de l'isoforma empalmada (vegeu empalmament) XBP-1s. XBP-1 regula la diferenciació dels plasmòcits de manera independent a les seves funcions conegudes en la resposta a estrès al reticle endoplasmàtic. Una expressió anormal de XBP-1 provoca una desregulació d'IRF-4 i Blimp1, dos gens importants en la diferenciació de plasmòcits, i plasmòcits mancats de XBP-1 no són capaços de colonintzar els seus nínxols al moll de l'os, ni de permetre la secreció d'anticossos.

### Replicació viral
La proteïna s'ha identificat com a factor de transcripció cel·lular que s'uneix a un amplificador genètic al promotor de tipus 1 del virus de la leucèmia de cèl·lules T. La producció de XBP-1s durant la diferenciació de plasmòcits també sembla jugar un rol en la reactivació des de la latència de virus d'Epstein-Barr i herpesvirus associats al sarcoma de Kaposi.

### Resposta a l'estrès al reticle endoplasmàtic
XBP-1 forma part de la resposta a l'estrès al reticle endoplasmàtic (RE), la resposta a proteïnes mal plegades (UPR). Condicions que excedeixin la capacitat del RE hi provocaran un estrès i desencadenaran la resposta a proteïnes mal plegades. Com a conseqüència s'allibera GRP78 d'IRE1 per donar suport al plegament de proteïnes. IRE1 oligomeritza i activa el seu domini ribonucleasa mitjançant autofosforilació. L'IRE1 activada catalitza l'escissió d'un intró no convencional de 26 nucleòtids de l'mRNA XBP-1u, de manera mecanísticament similar a l'empalmament de pre-tRNA. L'eliminació d'aquest intró causa un desplaçament del marc de lectura de la seqüència codificant de XBP-1, provocant la traducció d'una isoforma XBP-1s de 376 aminoàcids i 54 kDa en comptes de la isoforma XBP-1u, de 261 aminoàcids i 33 kDa.
A més a més, la ràtio XBP-1u/XBP-1s es correlaciona amb el nivell d'expressió de proteïnes per tal d'adaptar la capacitat de plegament del RE als requeriments corresponents.

## Importància clínica
Alteracions en XBP-1 condueixen a un increment de l'estrès al reticle endoplasmàtic, provocant en conseqüència un agument de la susceptibilitat als processos inflamatoris que pot contribuir a la malaltia d'Alzheimer. Al còlon, anomalies en XBP-1 s'han relacionat amb la malaltia de Crohn.
Un polimorfisme de nucleòtids simples, C-116G, a la regió promotora de XBP-1 ha estat examinat amb relació a trets de la personalitat. No es va poder establir cap relació.

## Interaccions
S'ha demostrat la interacció de XBP-1 amb el receptor d'estrogen alfa.